# Ванкхеде
Стадион Ванкхеде (маратхи वानखेडे स्टेडियम, англ. Wankhede Stadium, [ʋaːnkʰeɖe]) — международный крикетный стадион в Мумбаи. Его владельцем и управляющей компанией является Ассоциация крикета Мумбаи (MCA). «Ванкхеде» является домашним стадионом для команды «Мумбаи Индианс». Здесь находится штаб-квартира Ассоциации крикета Мумбаи, Совет по контролю за крикетом в Индии (BCCI) и Индийской премьер-лиги (IPL).
Стадион расположен недалеко от «Марин Драйв» в районе Чёрчгейт. Рядом со стадионом расположены несколько старых клубов, в том числе «Хинду Джимхана», «Парси Джимхана» и «Крикетный клуб Индии» (CCI).
На стадионе проводились значимые матчи по крикету, в том числе здесь прошёл финал чемпионата мира 2011 года, в котором Индия победила Шри-Ланку и стала первой страной, выигравшей чемпионат мира по крикету у себя в стране.
На «Ванкхеде» состоялся последний матч в международной карьере знаменитого индийского игрока в крикет Сачина Тендулкара.

## История

### Предыдущие стадионы
В Мумбаи тестовые матчи проводились на трёх разных площадках. На стадионе «Мумбаи Гимхана» состоялся первый в истории Тестовый матч в Индии, это произошло в сезоне 1933/34 годов против Англии. После Второй мировой войны главным стадионом в городе стал «Брабурна», который принадлежал Клубу крикета Индии (CCI). Здесь были проведены 17 Тестовых матчей.

### Строительство
Стадион «Ванкхеде» был построен после споров между Клубом крикета Индии, владеющим стадионом «Брабурн», и Бомбейской ассоциацией крикета (BCA, ныне Мумбайская ассоциация крикета) по поводу распределения билетов на матчи по крикету. Ситуация накалилась после Тестового матча между Индией и Англией в 1973 году. По инициативе С. К. Ванкхеде, политика и секретаря Ассоциации крикета Мумбаи, Бомбейская ассоциация крикета построила новый стадион в Южном Бомбее недалеко от станции Чёрчгейт. Архитекторами проекта стала компания Шаши Прабху, а подрядчиком — «BE Billimoria & Co». Стадион назвали в честь С. К. Ванкхеде в 1974 году. На строительство ушло 13 месяцев, после его открытия здесь прошёл матч 1975 года между Индией и Вест-Индией. С тех пор стадион «Ванкхеде» стал главным местом проведения матчей по крикету в городе.
Стадион «Ванкхеде» использовался в сезоне 1974/75 для Тестовых матчей между Индией и Вест-Индией. Хозяева тогда потерпели поражение в 201 пробег. Здесь также произошёл инцидент, связанный с грубым отношением местной полиции к болельщику, который поприветствовал игрока Вест-Индии Клайва Ллойда.
Первая победа Индии на стадионе была одержана над Новой Зеландией два сезона спустя. На этом стадионе произошли известные в истории крикета события, такие как серия из 205 пробегов Сунила Гаваскара против Вест-Индии, 187 пробегов Элвина Калличарана в Тестовой серии сезона 1978/79, а также «сотня» Иэна Ботэма вкупе с 13 разрушенными калитками за сезон. Самый высокий результат, набранный индийцем на стадионе Ванкхеде — 235 очков Вирата Кохли в матче против Англии в сезоне 2016/17. Другим знаменитым результатом стало шесть шестиочковых ударов Рави Шастри в одном овере, после чего он набрал самые быстрые 200 очков в истории Крикета первого класса.

### Реконструкция
К чемпионату мира 2011 года, который проходил в Индии, Бангладеш и Шри-Ланке, было решено реконструировать стадион «Ванкхеде», чтобы он соответствовал современным удобствам и комфорту зрителей. Было принято решение, что финал пройдёт именно на этом стадионе.
Управляющий комитет пригласил известных архитекторов. При реконструкции стадиона основные изменения произошли в северной и южной частях: были установлены новые сиденья, увеличено число туалетов и фуд-кортов. Площадка не использовалась для проведения соревнований до февраля 2011 года.
Одной из отличий стадиона являются подвесные консольные крыши. Крыша из тефлоновой ткани легче по весу и термостойка. На крыше нет балочной опоры, таким образом, зрителям доступен улучшенный обзор. На крыше установлены вытяжные вентиляторы, которые отсасывают горячий воздух с трибун и пропускают ветер с запада. На стадионе имеется 20 лифтов на северную и южную трибуны.
Стадион стал вмещать 32 тысяч человек после реконструкции к чемпионату мира по крикету 2011 года. До модернизации вместимость составляла примерно 39 тысяч.

### Чемпионат мира 2023 года
Стадион «Ванкхеде» вошёл в число стадионов чемпионата мира 2023 года. Здесь пройдут 4 групповых матча и один полуфинал.

### Трибуны
- Трибуна Сунила Гаваскара
- Северная трибуна
- Трибуна Виджая Мерчанта
- Трибуна Сачина Тендулкара
- Трибуна Мумбайской ассоциации крикета
- Трибуна Виттхала Дивеча
- Трибуна Гарваре
- Большая трибуна

## В культуре
- Стадион использовался при съёмках фильма о Махендре Сингхе Дхони.